# Tom Hollander
Thomas Anthony "Tom" Hollander (født 25. august 1967) er prisvindende engelsk skuespiller, som har medvirket i film som: Enigma, Gosford Park, Cambridge Spies, Stolthed og fordom og Pirates of the Caribbean-filmene.

## Udvalgt filmografi
| År   | Film                                       | Rolle                               | Bemærkninger |
| ---- | ------------------------------------------ | ----------------------------------- | --- |
| 1998 | Bedrooms and Hallways                      | Darren                              | 2000: Nomineret til 'Chlotrudis Awards' for "Best Supporting Actor" |
| 1998 | Martha, Meet Frank, Daniel and Laurence    | Daniel                              | |
| 1999 | Wives and Daughters                        | Osborn Hamley                       | Tv-film |
| 2001 | Maybe Baby                                 | Ewan Proclaimer                     | |
| 2001 | Enigma                                     | Logie                               | |
| 2001 | Gosford Park                               | Løjtnant-Kommandør Anthony Meredith | 2001: Vandt "Best Ensemble Cast" hos 'Florida Film Critics Circle Awards' (FFCC Award) Delte den med resten af crewet fra filmen 2001: Nomineret til "Best Acting Ensemble" hos 'Phoenix Film Critics Society Awards' 2002: Vandt "Best Acting Ensemble" hos 'Broadcast Film Critics Association Awards' Delte den med resten af crewet fra filmen 2002: Vandt "Best Ensemble" hos 'Online Film Critics Society Awards' Delte den med resten af crewet fra filmen 2002: Vandt "Outstanding Motion Picture Ensemble" hos 'Satellite Awards' Delte den med resten af crewet fra filmen 2001: Vandt "Outstanding Performance by the Cast of a Theatrical Motion Picture" hos Screen Actors Guild Awards Delte den med resten af crewet fra filmen |
| 2002 | Possession                                 | Euan                                | |
| 2003 | The Lost Prince                            | Kong George den 5.                  | Tv-film |
| 2003 | Cambridge Spies                            | Guy Burgess                         | Tv-film |
| 2004 | Stage Beauty                               | Sir Peter Lely                      | |
| 2004 | Paparazzi                                  | Leonard Clark                       | |
| 2004 | The Libertine                              | Sir George Etheredge                | 2005: Nomineret til 'British Independent Film Awards' for "Best Supporting Actress/Actor" |
| 2005 | Stolthed og fordom                         | Mr. Collins                         | 2005: Vandt "Peter Sellers Award for Comedy" hos 'Evening Standard British Film Awards' 2006: Vandt "British Supporting Actor of the Year" hos 'London Critics Circle Film Awards'. |
| 2006 | Pirates of the Caribbean: Død Mands Kiste  | Lord Cutler Beckett                 | |
| 2006 | A Good Year                                | Charlie                             | |
| 2006 | Land of the Blind                          | Maximilian II (aka "Junior")        | |
| 2007 | Pirates of the Caribbean: Ved Verdens Ende | Lord Cutler Beckett                 | |
| 2007 | The Company                                | Kim Philby                          | Tv-film |
| 2007 | Elizabeth: The Golden Age                  | Sir Amias Paulet                    | |
| 2008 | Freezing                                   | Leon                                | |
| 2008 | John Adams                                 | Kong George den 3.                  | Tv-serie. Medvirkede i episode 4: "Reunion" |
| 2008 | The Soloist                                | Peter Snyder                        | |
| 2009 | In the Loop                                | Simon Foster                        | |
| 2011 | Hanna                                      | Isaacs                              | |
| 2012 | Byzantium                                  | Kevin                               | ukrediteret |
| 2015 | Mission: Impossible - Rogue Nation         | Britisk premierminister             | |
| 2018 | Bohemian Rhapsody                          | Jim Beach                           | |